# ディスクロージャー (金融機関)
金融機関におけるディスクロージャー（Disclosure）とは、銀行法・信用金庫法等の法律に基づき、銀行・信用金庫・信用協同組合等の金融機関が半期ごとに作成・公開を義務付けられた、業務及び財産の状況に関する説明資料の俗称。資料は多くの場合冊子形式として作成されるため、ディスクロージャー誌と呼ばれることも多い。

## 概要
銀行法第21条では、銀行に対して「業務及び財産の状況に関する事項として内閣府令で定めるものを記載した当該事業年度の中間事業年度に係る説明書類及び当該事業年度に係る説明書類」を作成したうえで、当該銀行等の営業所に備え付け「公衆の縦覧に供しなければならない」と定めている。この「説明書類」が通常「ディスクロージャー」と俗称されている。なお、このディスクロージャーは、一定の条件を満たす場合には、紙に代えてPDFファイル等の電磁的記録による提供を行うことも可能である（銀行法第21条3 - 5項）。ディスクロージャーは事業年度（中間事業年度）の終了後4ヶ月以内（外国銀行の支店の場合は6ヶ月以内）に公開するよう定められており、公開を延期する場合は金融庁長官もしくは管轄の財務局長の承認を得なくてはならない（銀行法施行規則第19条の4）。
同条は信用金庫法第89条・協同組合による金融事業に関する法律第6条などで準用されているほか、銀行持株会社に対しては銀行法第52条の29で自社及び傘下の子会社に対し同様の規定が定められている。
実際には銀行等において各支店・営業所の店頭で希望者に無料配布されていることが多いほか、郵送等に応じるところも多いという。また、電磁的記録による提供が認められているため、現在はディスクロージャー誌を公式Webサイト上でダウンロード可能とするのが一般的である。
日本においては1998年の銀行法改正の際に導入されたもので、その後信用金庫・信用協同組合等についても順次法律の改正が行われ、広く金融機関に対し作成・公開が義務づけられている。

## 内容
ディスクロージャーに記載すべき事項については、銀行法施行規則第19条の2・第19条の3に定めがある。以下に主立ったものを挙げる。
- 経営組織
- 大株主の状況
- 取締役・監査役・執行役・会計参与の氏名・役職名
- 営業所の名称・所在地
- 銀行代理業者の名称・所在地等
- 主要な業務内容、事業概況
- 直近の5年間、もしくは中間期を含む直近の2年半における以下の事項
  - 経常収益
  - 経常利益
  - 当期純利益（中間純利益）
  - 資本金・発行済株式数
  - 純資産額・総資産額
  - 預金残高・貸出金残高・有価証券残高
  - 単体自己資本比率
  - 配当性向
  - 従業員数
  - 信託報酬・信託勘定貸出金残高・信託勘定有価証券残高・信託財産額　※信託業務を営む場合のみ
- リスク管理・法令遵守（コンプライアンス）体制
- 直近の2年間における以下の事項
  - 貸借対照表・損益計算書・株主資本等変動計算書
  - 破綻先債権・延滞債権・貸出条件緩和債権等（いわゆる不良債権）の情報
  - 貸倒引当金の期末残高及び期中の増減額
  - 公認会計士又は監査法人の監査証明 ※監査証明を受けている場合のみ
- 事業活動を継続するとの前提に重要な疑義を生じさせるような事象がある場合はその内容
- 子会社等がある場合は以下の事項
  - 子会社等の名称・資本金・事業内容・保有する議決権の割合等
  - 子会社等の経常利益・純資産額・総資産額等
  - 子会社等の持つ不良債権に関する情報
  - 連結自己資本比率